# Elena Sofia Ricci
Elena Sofia Ricci (pronúncia italiana: [ˌɛːlena soˌfiːa ˈrittʃi]; Florença, 29 de março de 1962) é uma atriz italiana. Ela é conhecida por interpretar Suor Angela na série de televisão Mistérios no Convento.

## Carreira
Em 1990, Ricci foi premiada com um David di Donatello de Melhor Atriz por sua atuação em Ne parliamo Lunedì. Antes, em 1988, ela havia ganhado o mesmo prêmio como Melhor Atriz Coadjuvante por seu papel em Io e mia sorella de Carlo Verdone. Em 2018, ela ganhou o Nastro d'Argento de Melhor Atriz por seu papel de Veronica Lario no filme Loro, de Paolo Sorrentino pelo qual ela ganhou o David di Donatello de Melhor Atriz no ano seguinte.

## Vida pessoal
Ricci é casada com o músico Stefano Mainetti. Anteriormente foi casada com Luca Damiani e também teve uma relação com Pino Quartullo, com quem teve uma filha.